# سوپر نانسی
 «سوپر نانسی» آلبومی از هنرمند اهل لبنان نانسی عجرم است که در ۱۳ سپتامبر ۲۰۱۲ منتشر شد.